# تیم ملی فوتبال زیر ۲۱ سال لیختن‌اشتاین
تیم ملی فوتبال زیر ۲۱ سال لیختن‌اشتاین (انگلیسی: Liechtenstein national under-21 football team) یا تیم ملی فوتبال جوانان لیختن‌اشتاین، نماینده کشور لیختن‌اشتاین در مسابقات فوتبال جوانان اروپا و جهان است که زیر نظر اتحادیه فوتبال لیختن‌اشتاین فعالیت می‌کند.